# Karl Stäbler
Karl Stäbler (* 2. Januar 1890 in Vaihingen bei Stuttgart; † 5. September 1960 ebenda) war ein deutscher Politiker (KPD). Er war Abgeordneter des Landtages des Freien Volksstaates Württemberg.

## Leben
Der gelernte Schriftsetzer Stäbler war bereits vor 1914 Mitglied der SPD. Während des Ersten Weltkrieges kämpfte er als Soldat und wurde schwer verwundet.
1917 wechselte Stäbler zur USPD. Er war Delegierter des Spaltungsparteitags im Oktober 1920 in Halle (Saale) und trat mit der linken USPD zur KPD über. 1924 wurde er Leiter der KPD in Stuttgart, im Mai desselben Jahres wurde er in den Württembergischen Landtag gewählt, dem er bis 1928 angehörte. Zuvor war er bereits Mitglied des Gemeinderates von Vaihingen gewesen.
1925 wurde Stäbler Redakteur der Süddeutschen Arbeiterzeitung in Stuttgart. Von 1925 bis 1928 wirkte er als Gauleiter des KPD-nahen Internationalen Bundes der Opfer des Krieges und der Arbeit. Stäbler wurde 1929 wegen Unterschlagung und Betrug zu sechs Monaten Gefängnis verurteilt, er soll beim Mieterverein 5000 Reichsmark unterschlagen haben. Anschließend zog er sich aus der aktiven Politik zurück.
Während der Zeit des Nationalsozialismus war Stäbler Teil einer kommunistischen Widerstandsgruppe in Stuttgart um Friedrich Schlotterbeck (siehe auch Widerstandsgruppe Schlotterbeck aus Luginsland). Dieser gehörten zudem unter anderem Friedrich Schlotterbecks Bruder Hermann Schlotterbeck und Else Himmelheber an. Nachdem Doppelagent Eugen Nesper die Gruppe an die Gestapo verraten hatte, versuchte die Gruppe, in die Schweiz zu fliehen. Während Friedrich Schlotterbeck in die Schweiz entkommen konnte, misslang Stäbler und dem Rest der Gruppe die Flucht. Stäbler erlitt bei seinem gescheiterten Fluchtversuch über die Schweizer Grenze einen Oberschenkeldurchschuss. Er konnte jedoch nach seiner missglückten Flucht mit Hilfe von Freunden in Stuttgart untertauchen und in einem Weinberghäuschen den Winter 1944/45 überleben. Seine spätere Frau Else versorgte ihn mit größtem Risiko mit Lebensmitteln.